# Cyrtopodion vindhya
Cyrtodactylus vindhya — вид ящірок з родини геконових (Gekkonidae). Описаний у 2023 році.

## Поширення
Ендемік індійського штату Гуджарат. Поширений в округах Панчмагал і Дагод.

## Назва
Назва виду vindhyaдо пагорбів Віндг'я, звідки було зібрано типові зразки.

## Опис
Тіло завдовжки до 50 мм, не враховуючи хвоста; дорсальна луска на тулубі зерниста, змішана збільшеними, рівномірно розташованими поперечними рядами з 15 тригранних горбків; 6 поперечних рядів горбків на другому сегменті хвоста; луска середньої частини тіла рядами поперек живота 20–22; середньочеревна луска 89–97; самці з безперервним рядом 29–33 преклоакально-стегнових пор.

## Екологія
Нічний вид, що пов’язаний із гранітними валунами. Окремі особини вилазять з ущелин і тріщин в скелях відразу після настання сутінків і відступають при найменшому хвилюванні. Здебільшого рупікольний за своїми звичками, але його також можна знайти на землі.

## Розмноження
Яйцекладні ящірки. Кілька вагітних самиць спостерігали в березні-квітні, а молодь помічена в кінці квітня-червні, що вказує на те, що сезон розмноження передує сезону мусонів.